# ВПС Імператорської армії Японії
Армійська авіація Сухопутних військ Імператорської Японії (Дай-ніппон-тейкоку рікугун-ко:ку:тай (яп. 大日本帝國陸軍航空隊)) — військово-повітряні сили Японської імперії, які підпорядковувалися Імператорській армії Японії. За доктриною Сухопутних військ Імператорської Японії, армійська авіація будувалася по моделі Імперських ВПС Німеччини. Безпосередніми завданнями авіації Сухопутних військ Імператорської Японії вважалися як авіаційна підтримка військ, так і завоювання панування в повітрі над полем бою. Армійська авіація також вела повітряну розвідку в інтересах Сухопутних військ, але з її складу були виключені легкі літаки і повітроплавні частини артилерії Сухопутних військ. Армійська авіація залучалась до нальотів на китайські міста, таких  як бомбардуванням Чунціна, але не мала в своєму складі дальньої бомбардувальної авіації, як авіація ВМС Імператорської Японії.

## Історія

### Становлення
Ще в 1877 році Японська армія почала розглядати використання літаючих засобів для розвідки, а під час російсько-японської війни 1904-1905 років почали активно використовувати монгольф'єри. Зокрема два монгольф'єри здійснили 14 успішних польотів в якості повітряних спостережних пунктів під час облоги Порт-Артура. Слідкуючи за стрімким розвитком авіації в інших країнах, Японія формує Тимчасову групу з дослідження військових аеростатів, в яку ввійшли офіцери з Імперської армії і флоту, а також працівники Токійського Імператорського університету. 
В 1910 році група відсилає капітана Йошітоші Токуґаву до Франції, і капітана Кумазо Хіно в Німеччину для навчання і купівлі літаків. Офіцери повернулись того ж року, привізши з собою біплан фірми Farman і моноплан Граде. Вже 19 грудня 1910 року відбувся перший політ японського Farman III, протягом 1911 року було імпортовано ще декілька апаратів, а капітан Токуґава сконструював на основі Farman-а перший японський літак Кайшікі №1.
Під час  Першої світової війни Японська армія продовжувала тренувати пілотів в Європі, але, окрім невеликої кількості пілотів на службі Французької авіації, в бойових діях повітряні сили не брали участь. Проте з'явилась серйозна зацікавленість у армійській авіації, зокрема в грудні 1915 року був сформований Повітряний батальон, який входив в транспортні війська. А в квітні 1919 року була сформована Повітряна дивізія під командуванням генерал-майора Ікутаро Іноує, і авіація була виділена в окрему структуру в рамках міністерства армії. Японські військові спостерігачі в Європі швидко зрозуміли переваги нової техніки, і по закінченні війни Японія придбала велику кількість надлишків військових аеропланів, включаючи Sopwith 1½ Strutter і продукцію фірм Nieuport і SPAD.
В 1918 році в Японію прибула французька військова місія під командуванням полковника Фауре для допомоги в розвитку авіації. З собою вони привезли декілька найефективніших французьких літаків. В результаті місії японська армія прийняла на озброєння як основний винищувач SPAD S.13C-1. Також було почато виробництво літаків в Японії. Перша японська авіабудівна компанія — Nakajima — була заснована в 1916 році, вона отримала ліцензії на виробництво літаків Nieuport 24 і Nieuport 29C1, а також двигунів Hispano-Suiza; пізніше вона випускала по ліцензії Gloster Gannet і Bristol Jupiter. Аналогічним чином Mitsubishi Heavy Industries отримала в 1921 році ліцензію на виробництво літаків від компанії Sopwith, а компанія Kawasaki Heavy Industries почала виробництво французьких бомбардувальників Salmson 2, і найняла німецьких інженерів (таких, як Ріхард Фогт) для розробки власних моделей (таких, як «Тип 88»); компанія Kawasaki також виробляла авіадвигуни по ліцензії фірми BMW. До кінця 1920-х Японія виробляла літаки власних розробок, які покривали потреби армії.

### Міжвоєнний період
Вперше в якості окремого роду військ, авіація була задіяна в 1920 році в боях проти Червоної армії під Владивостоком в ході інтервенції в Сибір.
В травні 1925 року Повітряні сили Японської Імперської армії були виділені в окремий рід військ, на рівні з артилерією, кавалерією і піхотою. Першим командувачем став генерал-лейтенант Кінічі Ясуміцу, який очолював повітряне командування (яп. 航空本部, こうくう  ほんぶ, ко:ку:хонбу). На той момент особовий склад налічував 3,700 осіб і близько 500 літаків.
В 20-тих роках армійська авіація брала участь тільки в Цзінзанському інциденті, але вже в 30-тих роках почалось активне використання авіації майже в усіх конфліктах з участю Японії, першим з яких був Мукденський інцидент у вересні 1931 року. А вже 1932 року ВПС армії брали участь в бомбардуванні Шанхаю, під час так званого «інциденту 28 січня». В цей час на озброєнні японської армії стояли виготовлені в Японії літаки: легкий бомбардувальник «тип 87» (Mitsubishi 2MB1), розвідник «тип 88» і винищувач «тип 91». Хоча японська авіація значно переважала китайську, армія почала програму модернізації авіаційних частин, готуючись до наступних воєн.
Процес модернізації ще проводився, коли сьомого липня 1937 почалась нова японо-китайська війна. В початкових операціях повітряні сили армії майже не використовувались, окрім надавання повітряної підтримки наземним силам поблизу кордону з Маньчжурією, а основна робота в повітрі виконувалась через ВПС японського імперського флоту. В цей час ВПС армії проводило реорганізацію, модернізацію і посилені навчання. Після завершення цих процесів і збільшення кількості авіації в частинах ВПС армії почали активну діяльність над Китаєм. Також авіація брала участь у двох прикордонних конфліктах з Радянським Союзом, біля Чжангу і Номонха́ну. Хоча ці бої не були дуже масштабними, але вони дозволили правильно оцінити недоліки проведеної модернізації. Також командування почало вважати СРСР основним потенційним ворогом і готуватись до війни в Сибіру. Це вплинуло на вимоги Повітряного командування до літаків, які змістились на користь тактичних літаків близького радіуса дії пристосованих до холодного клімату. Це рішення погано вплинуло на ефективність авіації в майбутній війні з союзниками, яка в основному проводилась в вологому кліматі.

### Друга світова війна

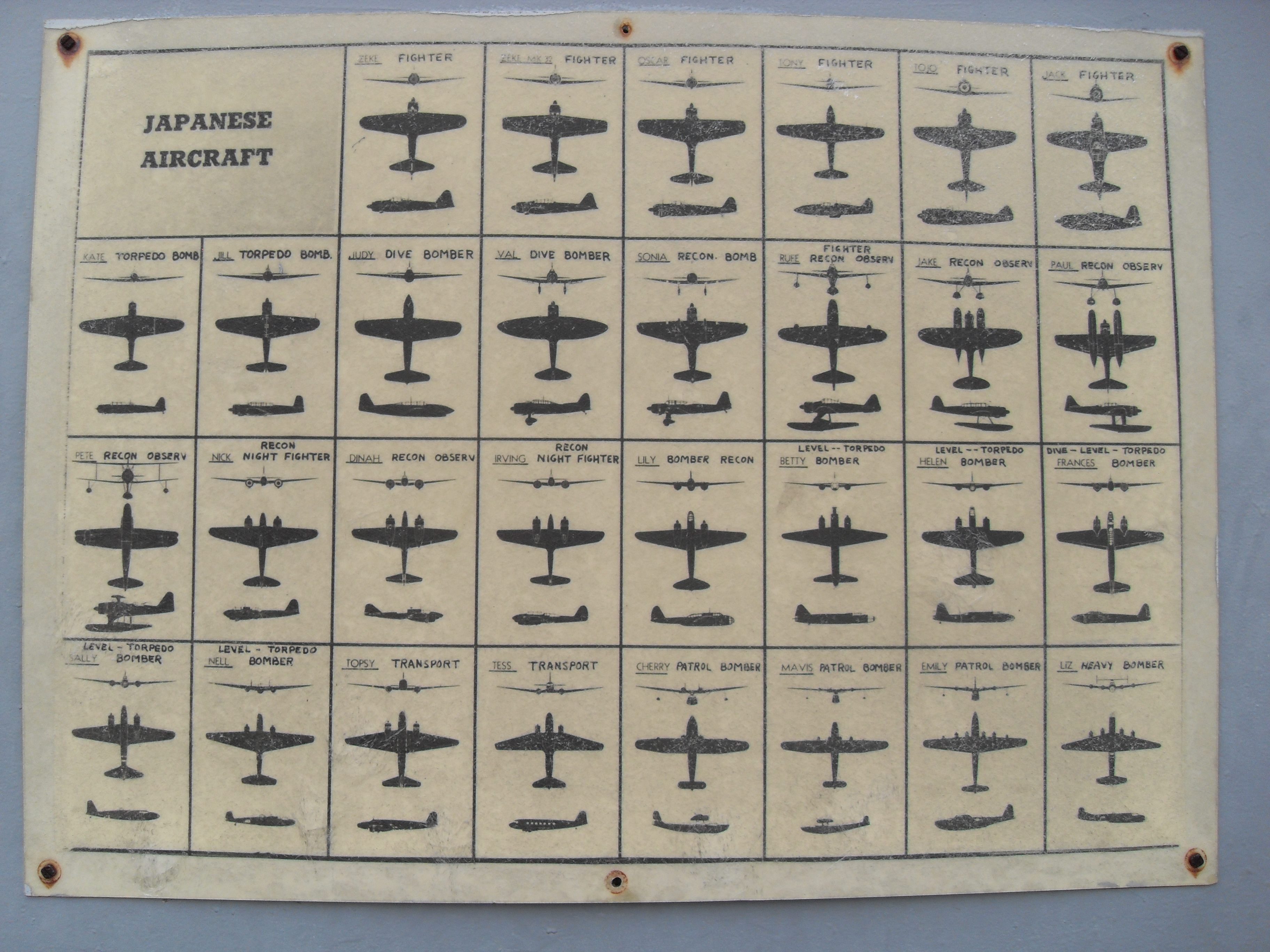
Американська таблиця для визначення японських літаків

Перед війною в Тихооеканському регіоні ВПС імператорської армії в основному мали використовуватись в регіонах з великими площами суші, в Китаї, Малаї, Бірмі, в Нідерландській Ост-Індії і в Філіппінах. До 1941 року в складі японських армійських ВПС було близько півтори тисячі боєздатних літаків, і в перший рік війни Японія змогла завоювати панування в повітрі на більшості театрів військових дій. Єдиним винятком була Бірманська кампанія, під час якої Повітряні сили Великої Британії нанесли японській авіації серйозні втрати. Загалом за винятком подальшого просування в Індію, окуповані Японією території досягли найбільшої площі в липні 1942.
З 1942 року по жовтень 1944 року японська армія почала війну на виснаження, протягом якої її втрати постійно зростали, особливо над Гвінеєю і Китаєм. Хоча союзники основну увагу приділяли Європейському театру бойових дій, куди постачалась більшість техніки, зростання кількості і якості авіації в Азії було достатнім для позбавлення ВПС японської армії переваги в повітрі. Найбільше страждали бомбардувальники, які мали слабкий захист і мале бомбове навантаження, що приводило більшої кількості вильотів і великих втрат. Винищувальна авіація, зокрема через наявність Kawasaki Ki-61, могла в дечому конкурувати з союзниками, але більшість складали Nakajima Ki-43, які швидко застаріли. Єдиним родом авіації де японська армія перевищувала авіацію союзників була розвідувальна - Mitsubishi Ki-46 діяли ефективно протягом всієї війни.
В жовтні 1944 року союзники висадились на Філіппінах, що поклало початок великим сухопутним наступам. Хоча до ВПС надійшли сучасні бомбардувальники і винищувачі, їх було дуже мало і вони не змогли вплинути на хід бойових дій. Після втрати Іодзіми і Окінави Японські острови були наступними в черзі. Регулярні бомбардування почались ще 15 червня 1944 року, коли перші B-29 прибули в Китай. Щоб зупинити бомбардування, командування армії намагалось збільшити кількість винищувачів, але наявні одномоторні винищувачі (Ki-43, Ki-44, Ki-61, Ki-84, Ki-100)погано діяли на великих висотах і мали порівняно слабке озброєння. Дещо краще під час денних операцій показували себе краще, але коли почались нічні бомбардування єдиним ефективним винищувачем міг стати Kawasaki Ki-45, який повинен був нести радар. Але через нестачу матеріалів та руйнування інфраструктури виробництва, викликаного американськими бомбардуваннями Японських островів, японські компанії були не в змозі виконувати всі вимоги до виробництва літаків. Досвідчені екіпажі були втрачені в боях, і до кінця війни японські ВПС почали вдаватися до атак смертників, щоб хоч якось боротися з пануванням союзників у повітрі. 
В останні місяці Повітряні сили імператорської армії скоротили кількість операцій, зберігаючи ресурси і літаки, готуючись до можливої висадки союзників. В цей час фабрики почали випускати дешеві літаки з наявних засобів, які планувалось використовувати для атак камікадзе. 
Проте атомне бомбардування і наступна капітуляція Японії залишила більшість збережених ресурсів незадіяними і покинутими.

## Командна структура ВПСІмперської армії Японії
Під час Першої світової війни основною військовою авіачастиною Сухопутних військ Імператорської Японії був батальйон армійської авіації (яп. 航空大隊, Ко:ку: Дайтай) у складі двох рот (яп. 航空中隊, Ко:ку: Чу:тай) по 12 од. аеропланів. Одна ланка (яп. 航空小隊, Ко:ку: Сьо:тай) надавалася штабу батальйону, таким чином батальйон АА періоду Першої світової війни мав на озброєнні до 27 літаків. Ротою армійської авіації командував офіцер Сухопутних військ в чині капітана.
В результаті реорганізації армійської авіації у 1925 р., основною частиною авіації Імперської армії Японії  став авіаполк змішаного складу (яп. 飛行連隊, Хіко: Рентай). У змішаному авіаполку могло налічуватися від двох до чотирьох рот чи ескадрилей армійської авіації різного призначення. 
Після початку японо-китайської війни в 1937 р. оперативна обстановка вимагала наявності на фронті великої кількості маневрених авіаційних частин, що призвело до створення в  авіаполках окремих батальйонів (яп. 独立飛行大隊, Докуріцу Хіко: Дайтай) і окремих рот (яп. 独立飛行中隊, Докуріцу Хіко: Чу:тай). Окрім виділення окремих батальйонів і рот в 1938 році, замість тимчасових переведень зі складу авіаполків рот і батальйонів на їх базі були сформовані спеціальні частини модульної структури під найменуванням назв авіазагонів (яп. 飛行戦隊, Хіко: Сентай). Авіазагін став основною одиницею повітряних сил армії, і побудована на ньому командна структура використовувалась протягом всієї Другої світової війни.
Авіазагін Повітряних сил Сухопутних військ Імператорської Японії був формуванням з трьох рот (яп. 飛行中隊, Хіко: Чу:тай), які в свою чергу складались з трьох-чотирьох ланок (9-12 літаків) (яп. 飛行小隊, Хіко: Сьо:тай). Окрім звичайних рот до авіазагону окремо включалось командування загону (яп. 戦隊本部, Сентай Хонбу) під керівництвом майора чи підполковника. Авіазагони входили в авіабригаду (авіакрило) (яп. 飛行団, Хіко: Дан), якою зазвичай керував офіцер рангу полковника або генерал-майора. В авіабригаду входили: окрема група командування (яп. 司令部飛行団, Шірейбу Хіко: Дан), розвідувальна група розміром до авіазагону, і три авіазагони одного або різних типів: авіазагін винищувачів (яп. 戦闘機戦隊, Сенто:кі Сентай), авіазагін легких бомбардувальників (яп. 軽爆戦隊, Кейбаку Сентай) чи авіазагін важких бомбардувальників (яп. 重爆戦隊, Джу:баку Сентай). Дві або три авіабригади формували авіадивізію (яп. 飛行師団, Хіко: Шідан) Сухопутних військ. До 3 авіадивізій на заморському ТВД могли зводитися у так званий авіакорпус (яп. 飛行集団, Хіко Шу:дан) Сухопутних військ, у 1942 р. авіакорпуси були перетворені і перейменовані повітряні армії (ПА)(яп. 航空軍, Ко:ку: Гун).
Якщо цього вимагала тактична ситуація, могли створюватись незалежні групи менші за розміром від авіазагону. Наприклад, окрема ескадрилья (яп. 独立飛行隊, Докуріцу Хіко:тай), або окрема рота. Зазвичай вони мали спеціальне призначення.
Генеральний штаб Збройних сил Японії (яп. 大本営, дайхон'ей) був вищим командуванням для Імператорської армії, від якої в генштабі був присутній Голова Генштабу Армії (яп. 参謀所長, Санбо Шочо). Від авіації голові генштабу армії звітувала інспекція генерального штабу авіації (яп. 陸軍航空総監部, Рікогун Ко:ку Соканбо), який відповідав за навчання і укомплектування військ. Повітряне командування (яп. 航空本部, Ко:ку Хонбу) відповідало за все інше, зокрема дослідження і специфікації техніки.

### З'єднання і частини авіаціїСухопутних військІмператорської Японії

#### Льотні з'єднання і частини
- Повітряна армія (яп. 航空軍, Коку Гун), до 1942 схожим об'єднанням був авіакорпус (яп. 飛行集団, Хіко Сюдан)
  - Авіадивізія (яп. 飛行師団, Хіко Шідан). До реорганізації в 1937 році, схожим об'єднанням був авіаполк (яп. 飛行連隊, Хіко Рентай)
    - Авіабригада  (яп. 飛行団, Хіко Дан) До реорганізації в 1937 році, схожим об'єднанням був батальйон армійської авіації  (яп. 航空大隊, Коку Дайтай)
      - Авіазагін[8] (яп. 飛行戦隊, Хіко Сентай) 
        - Рота армійської авіації (яп. 航空中隊, Коку Чутай)
          - Ланка армійської авіації (яп. 飛行小隊, Хіко Сьотай)

    - Виділені окремі угрупування армійської авіації, наприклад окрема ескадрилья. (яп. 独立飛行隊, Докуріцу Хікотай)

Наприклад, на початку війни в Малаї діяла 3-тя авіадивізія, яка мала наступну структуру:
- 3-тя авіадивізія:
  - 3-тя авіабригада: 
    - 59-тий авіазагін (Ki-43 і Ki-27)
    - 27-тий авіазагін (Ki-51)
    - 75-тий авіазагін (Ki-48)
    - 90-тий авіазагін (Ki-48)

  - 7-ма авіабригада: 
    - 64-тий авіазагін (Ki-43 і Ki-27)
    - 12-тий авіазагін (Ki-21-II)
    - 60-тий авіазагін (Ki-21-II)
    - 98-тий авіазагін (Ki-21-II)

  - 12-та авіабригада: 
    - 1-ший авіазагін (Ki-27)
    - 11-тий авіазагін (Ki-27)

  - 15-та окрема ескадрилья: 
    - 50-та окрема рота (Ki-15 і Ki-46)
    - 51-ша окрема рота (Ki-15 і Ki-46)

  - 81-ший авіазагін (Ki-15 і Ki-46)
  - 21-ша окрема ескадрилья:
    - 82-та окрема рота (Ki-30)
    - 84-ша окрема рота (Ki-27)

#### Частини матеріально-технічного забезпечення
- Аеродромні батальйони і роти МТЗ (яп. 整備隊, Сейбітай)

#### Частини спеціального призначення
- Авіачастини особливого призначення (яп. 特別攻撃隊・特攻隊, Токубецу-ко:гекі тай (токко:тай))[9]

### Повітряні арміїІмперської армії Японії
Під час Другої світової війни всі з'єднання і частини армійської авіації Сухопутних військ Японії були зведені в чотири об'єднання армійської авіації оперативно-стратегічного рівня. Ще два об'єднання армійської авіації були сформовані до кінця війни на Тихому океані:
- 1-а ПА 
  - зона відповідальності: метрополія, о. Тайвань, Корея
  - штаб армії — м. Токіо
- 2-а ПА 
  - зона відповідальності — Північний Китай, Маньчжурія
  - штаб армії — м. Сіньцзін
- 3-а ПА 
  - зона відповідальності — Індонезія, Малайзія
  - штаб армії — м. Сінгапур
- 4-а ПА 
  - зона відповідальності — Нова Гвінея
  - штаб армії — м. Рабаул
- 5-а ПА
  - зона відповідальності — Південний Китай
  - штаб армії — м. Нанкін
- 6-а ПА 
  - зона відповідальності — захід метрополії, о. Окінава, о. Тайвань
  - штаб армії — острови Кюсю

### Реорганізації після початку бойових дій
У квітні 1944 р. командуванням Сухопутних військ була проведена нова реорганізація частин армійської авіації. Аеродромні батальйони МТЗ з полків метрополії були передані до складу авіазагонів на ТВД. Авіазагони отримали найменування ударних, а батальйони МТЗ технічних авіачастин.
Іншим кроком командування армійської авіації на завершальних стадіях війни на Тихому океані стало рішення про формування з льотного складу існуючих загонів так званих. «ударних частин особливого призначення», тобто таранних загонів «Камікадзе». Основним завданням підрозділів і частин «Камікадзе» Сухопутних військ було ППО метрополії шляхом таранних ударів по дальній авіації ВПС США (B-17 і B-29). У машин «камікадзе» зазвичай знімалося озброєння і зміцнювався фюзеляж. Всього було сформовано близько 170 загонів «Камікадзе» Сухопутних військ, з них 57 на базі Навчальної авіадивізії. Остання реорганізація авіації Сухопутних військ була проведена у 1945 р. в ході підготовки до операції «Кецу-го» (захист метрополії від вторгнення). В ході цієї реорганізації всі армії були злиті в єдину структуру під командуванням генерала Сухопутних військ М. Кавабе.

## Бойова техніка авіаціїСухопутних військІмператорської Японії

### Винищувальна

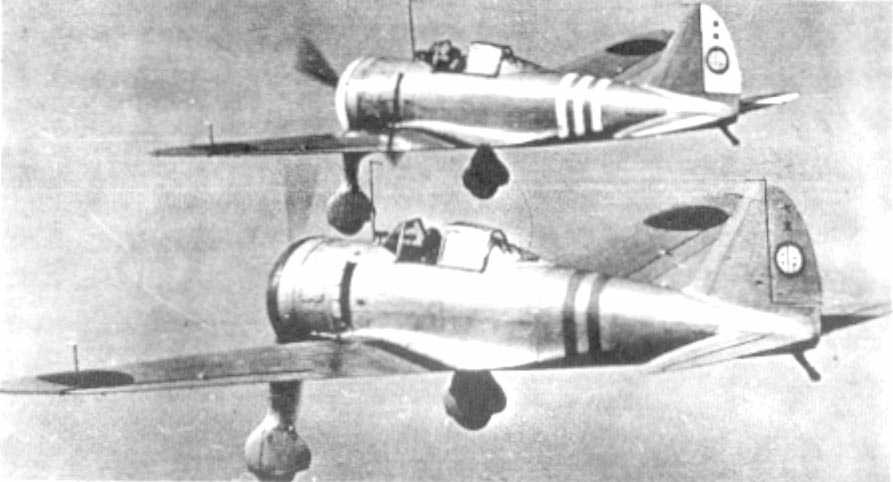
Винищувач «97»
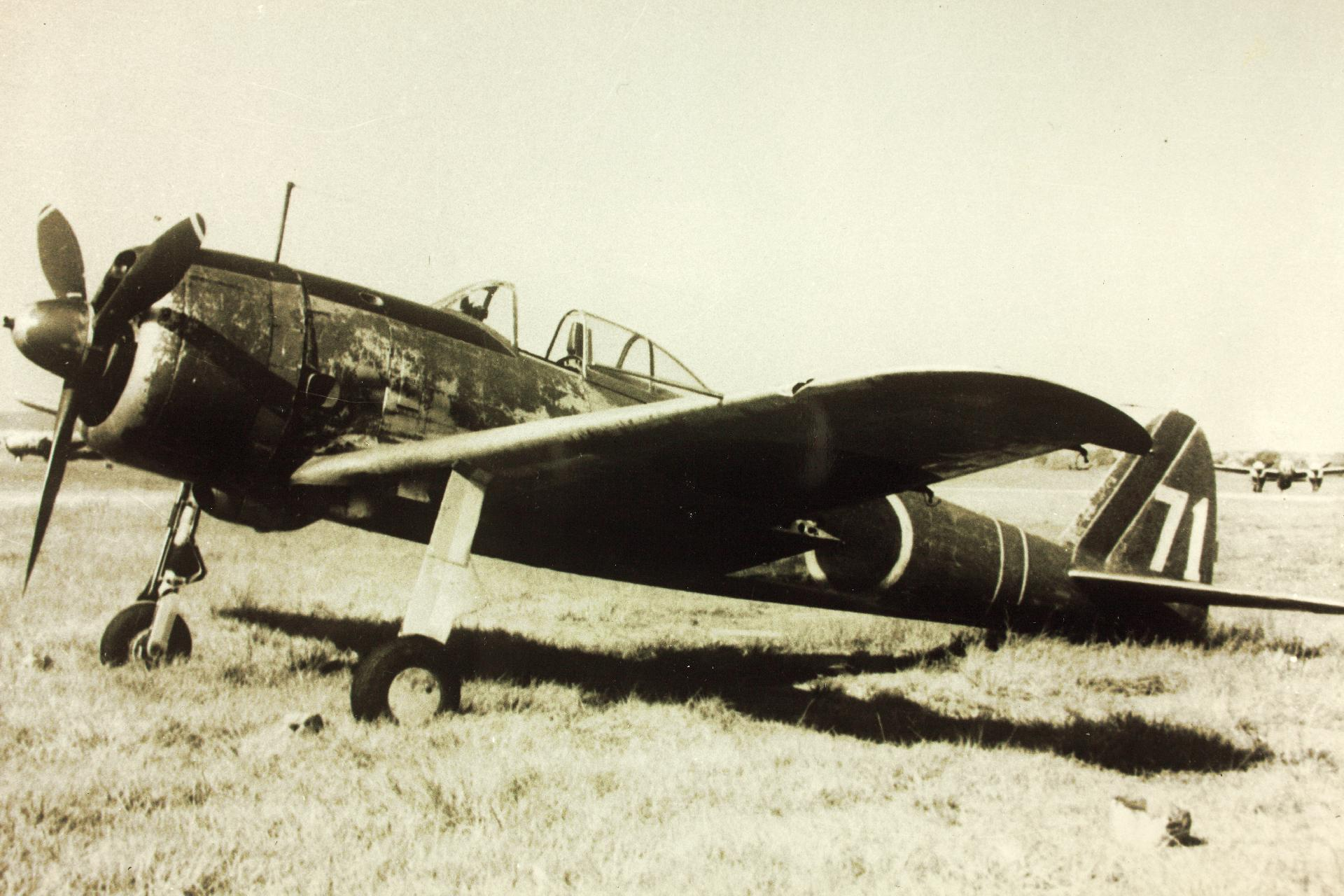
Винищувач «1»
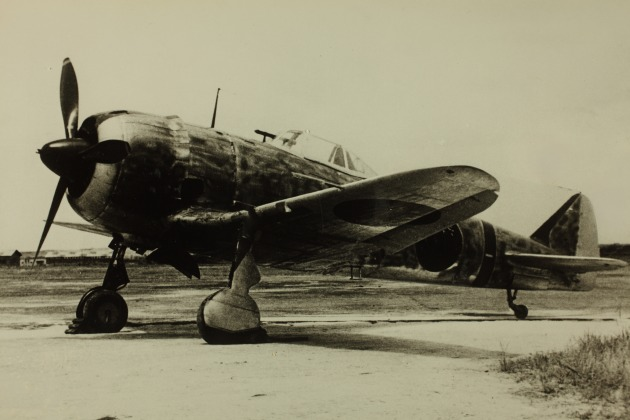
Винищувач «2»
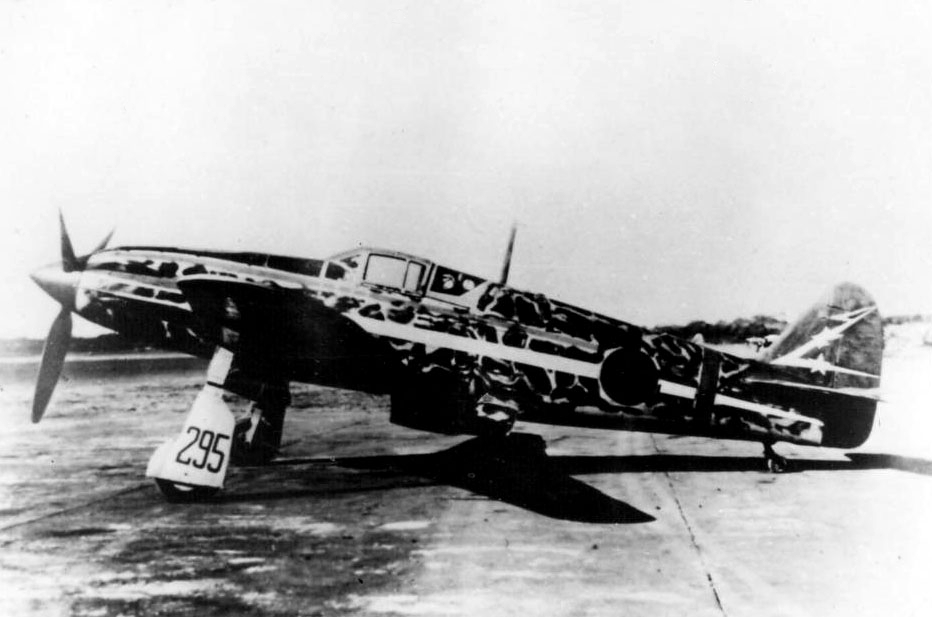
Винищувач «3»
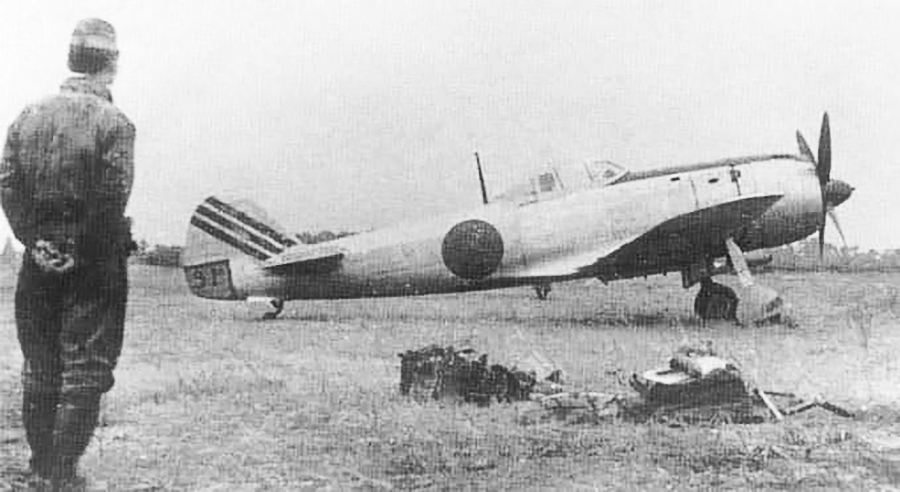
Винищувач  «4»
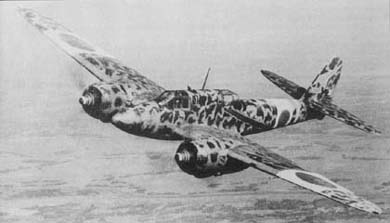
Винищувач ППО «2»
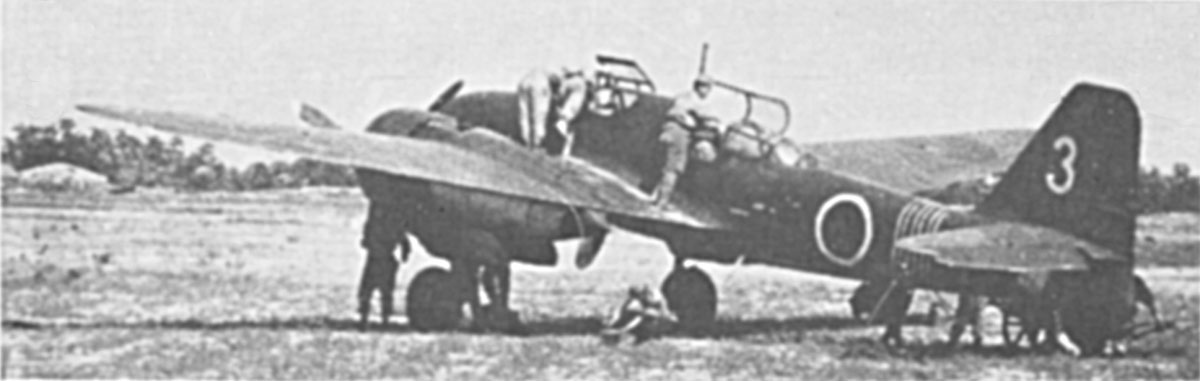
Винищувач ППО «4»

- Винищувач «97» («Кі. 27»)
- Винищувач «1» («Кі. 43»)
- Винищувач «2» («Кі. 44»)
- Винищувач «3» («Кі. 61»)
- Винищувач «4» («Кі. 84»)
- Винищувач ППО «2» («Кі. 45»)
- Винищувач ППО «4» («Кі. 102»)

### Бомбардувальна

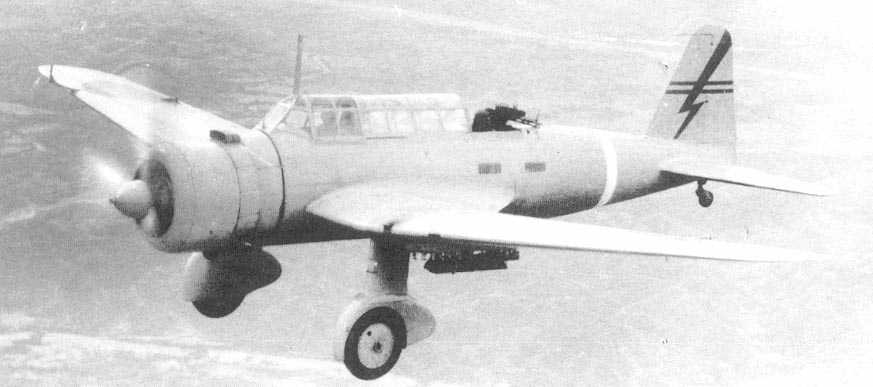
Легкий «97»
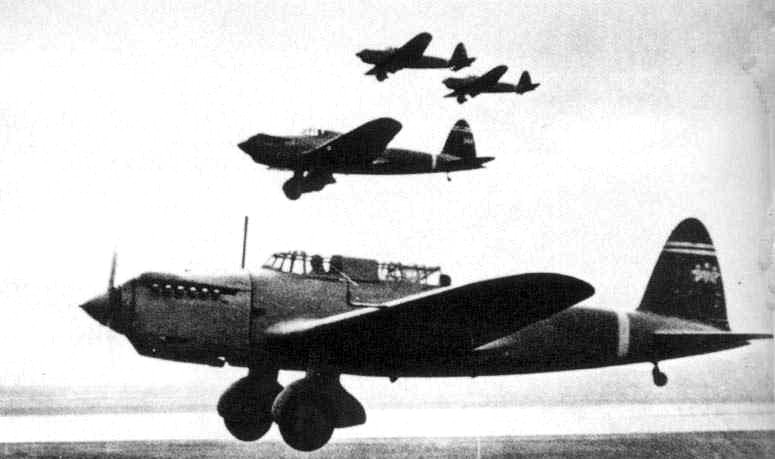
Легкий «98»
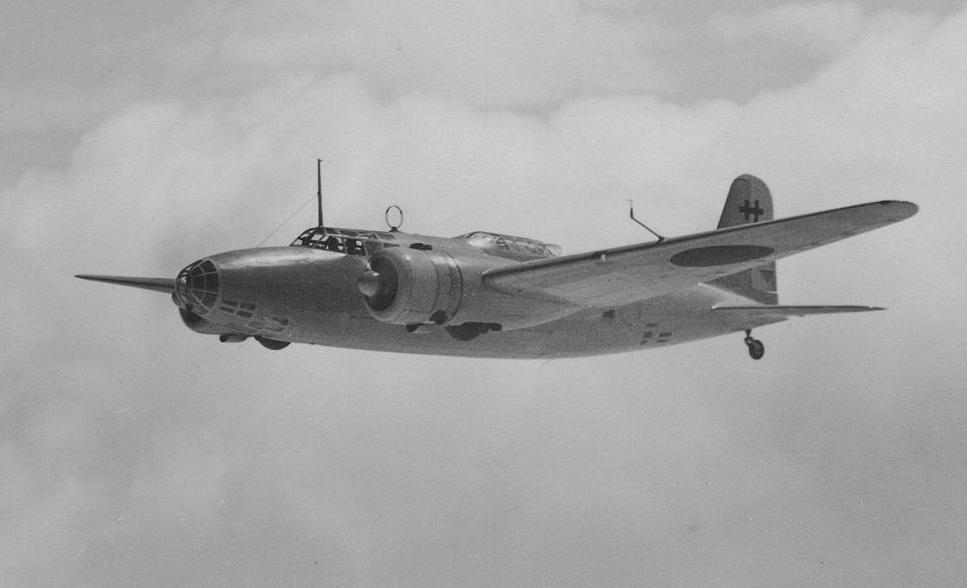
Бомбардувальник «97»
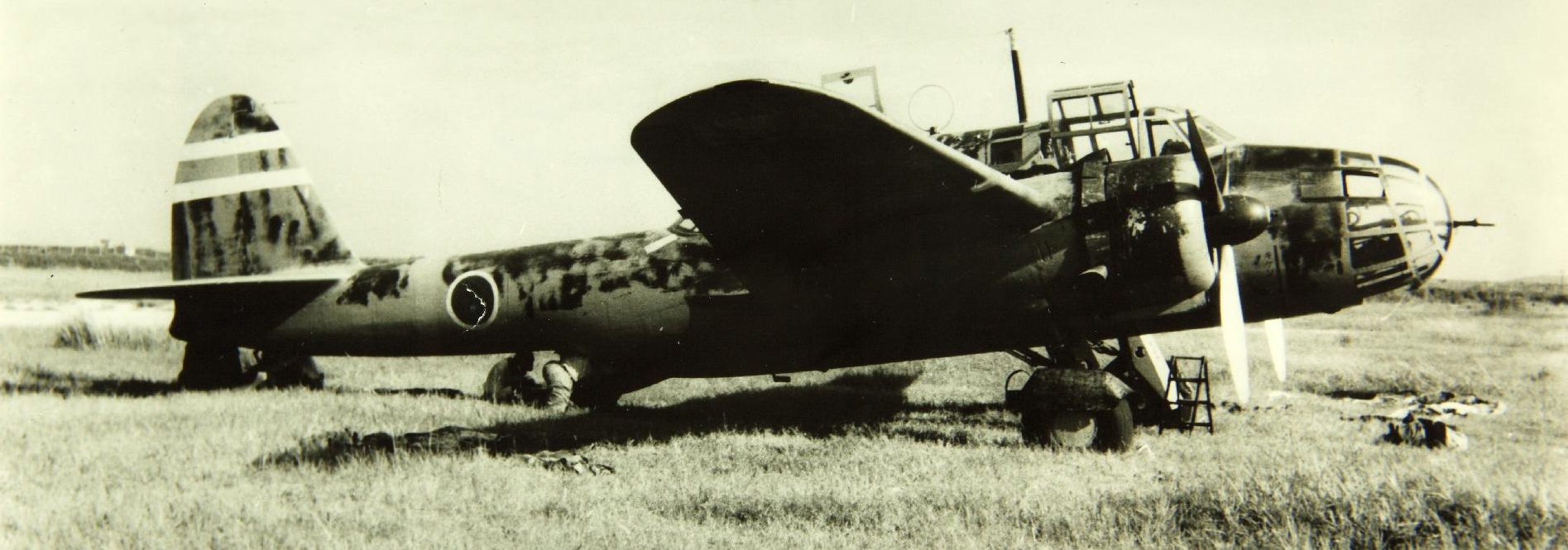
Бомбардувальник «99»
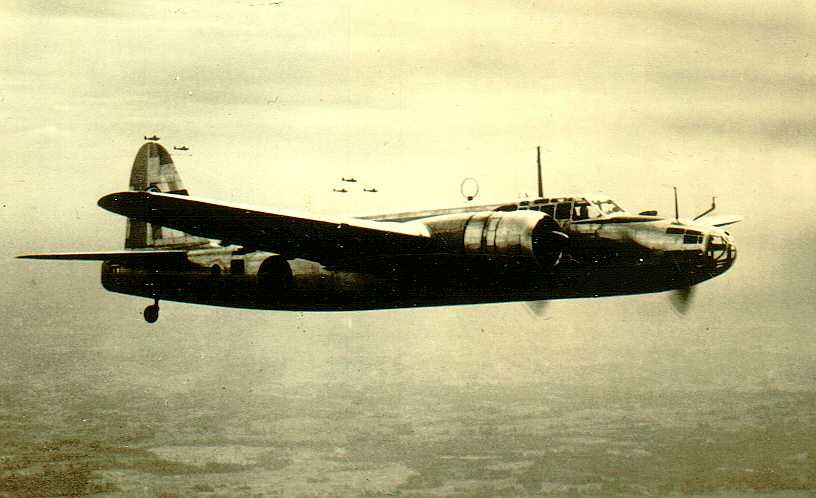
Бомбардувальник «100»/«Донрю»
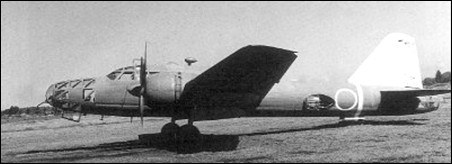
Бомбардувальник «4»/«Хирю»

- Легкий бомбардувальник «97» («Кі. 30»)
- Легкий бомбардувальник «98» («Кі. 32»)
- Бомбардувальник «97»(«Кі. 21»)
- Бомбардувальник «99» («Кі. 48»)
- Бомбардувальник «100»/«Донрю» («Кі. 49»)
- Бомбардувальник «4»/«Хірю» («Кі. 67»)

### Штурмова

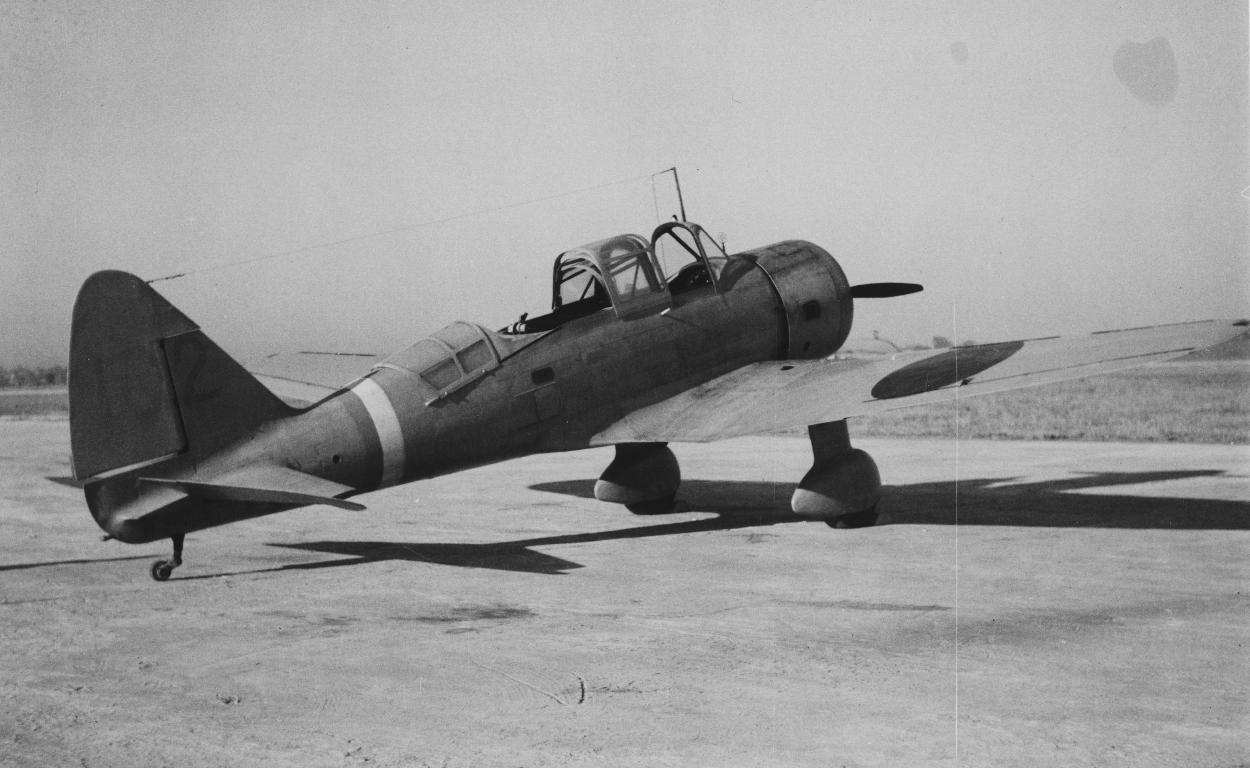
Штурмовик «98»)
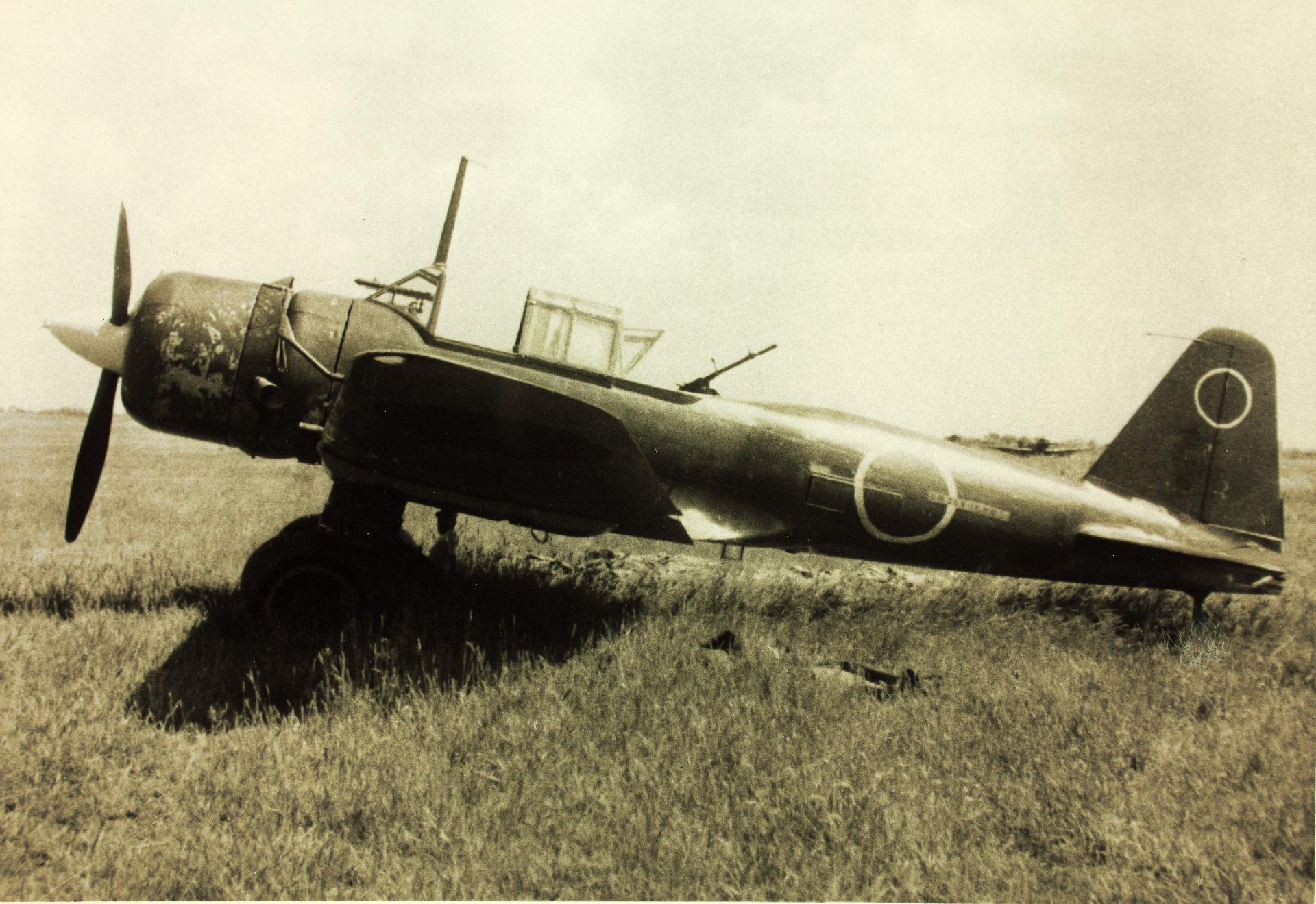
Штурмовик «99»

- Штурмовик «98» («Кі. 36»)
- Штурмовик «99» («Кі. 51»)

### Військово-транспортна

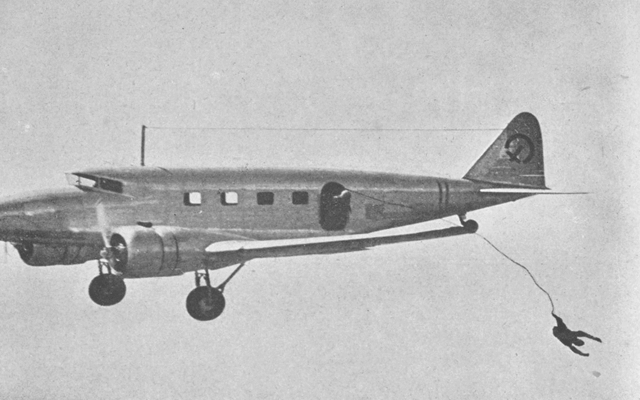
Військово-транспортний «97»
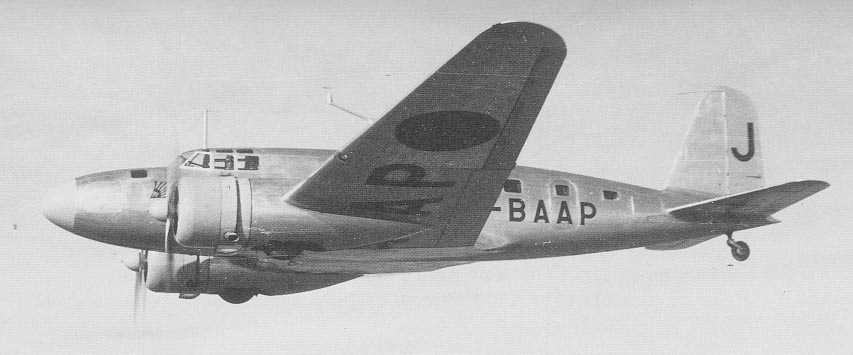
Військово-транспортний «100»
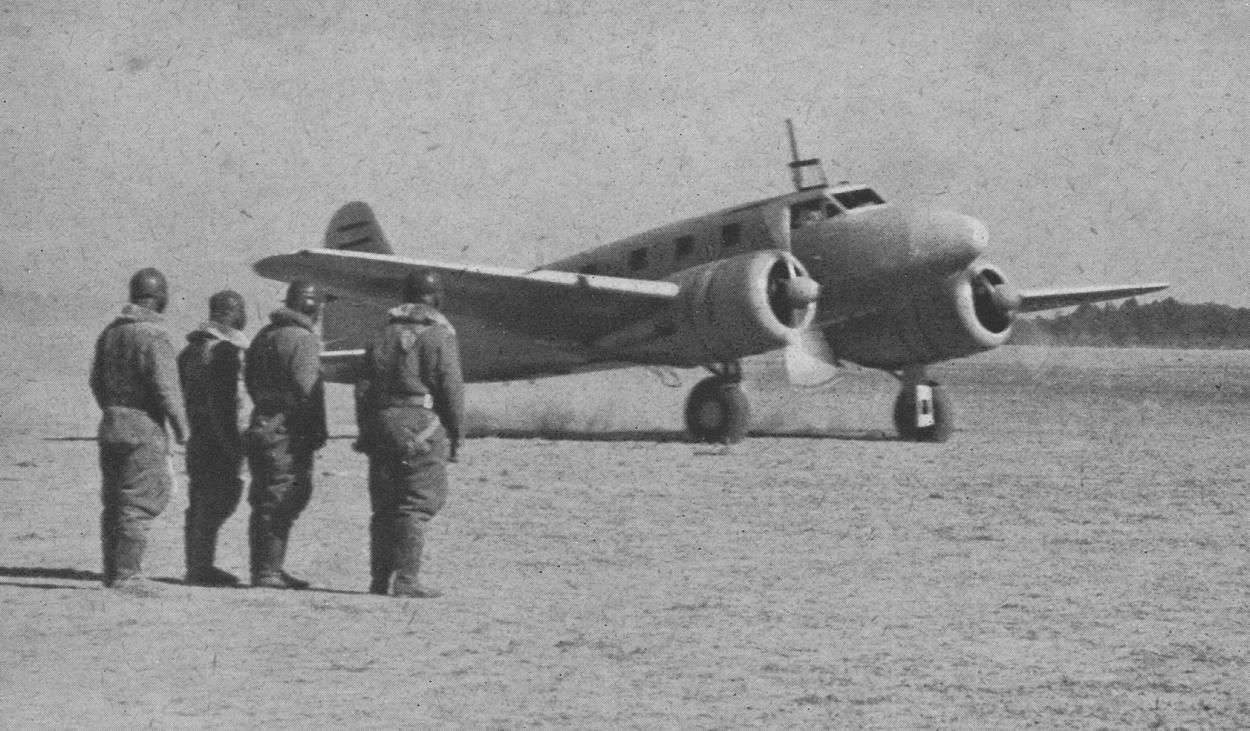
Військово-транспортний «1-Татикава»
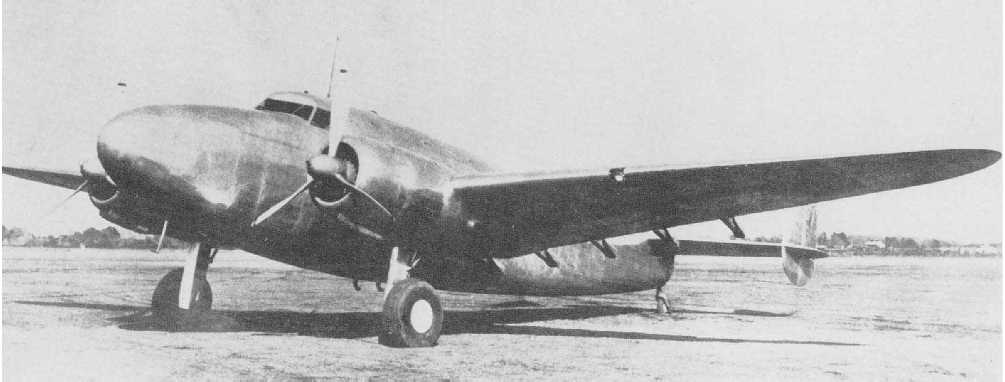
Військово-транспортний «1-Кавасакі»
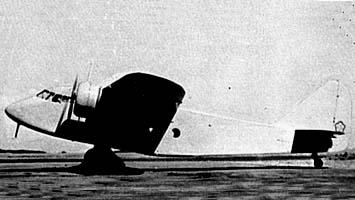
Військово-транспортний «1-Кокусай»

- Військово-транспортний літак «98» («Кі. 34»)
- Військово-транспортний літак «100» («Кі. 57»)
- Військово-транспортний літак «1-Тачікава» («Кі. 54»)
- Військово-транспортний літак «1-Кавасакі» («Кі. 56»)
- Військово-транспортний літак «1-Кокусай» («Кі. 59»)

### Розвідувальна

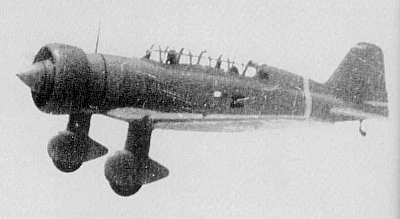
Розвідник «97»
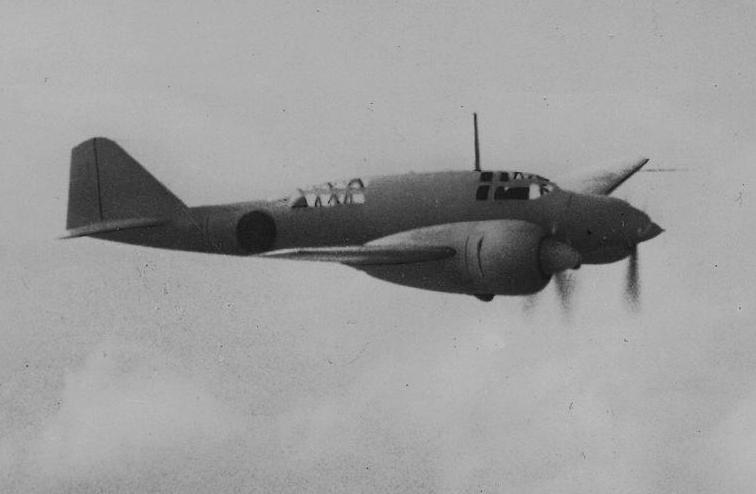
Розвідник «100»

- Розвідник «97» («Кі. 15»)
- Розвідник «100» («Кі. 46»)

### Навчально-бойова

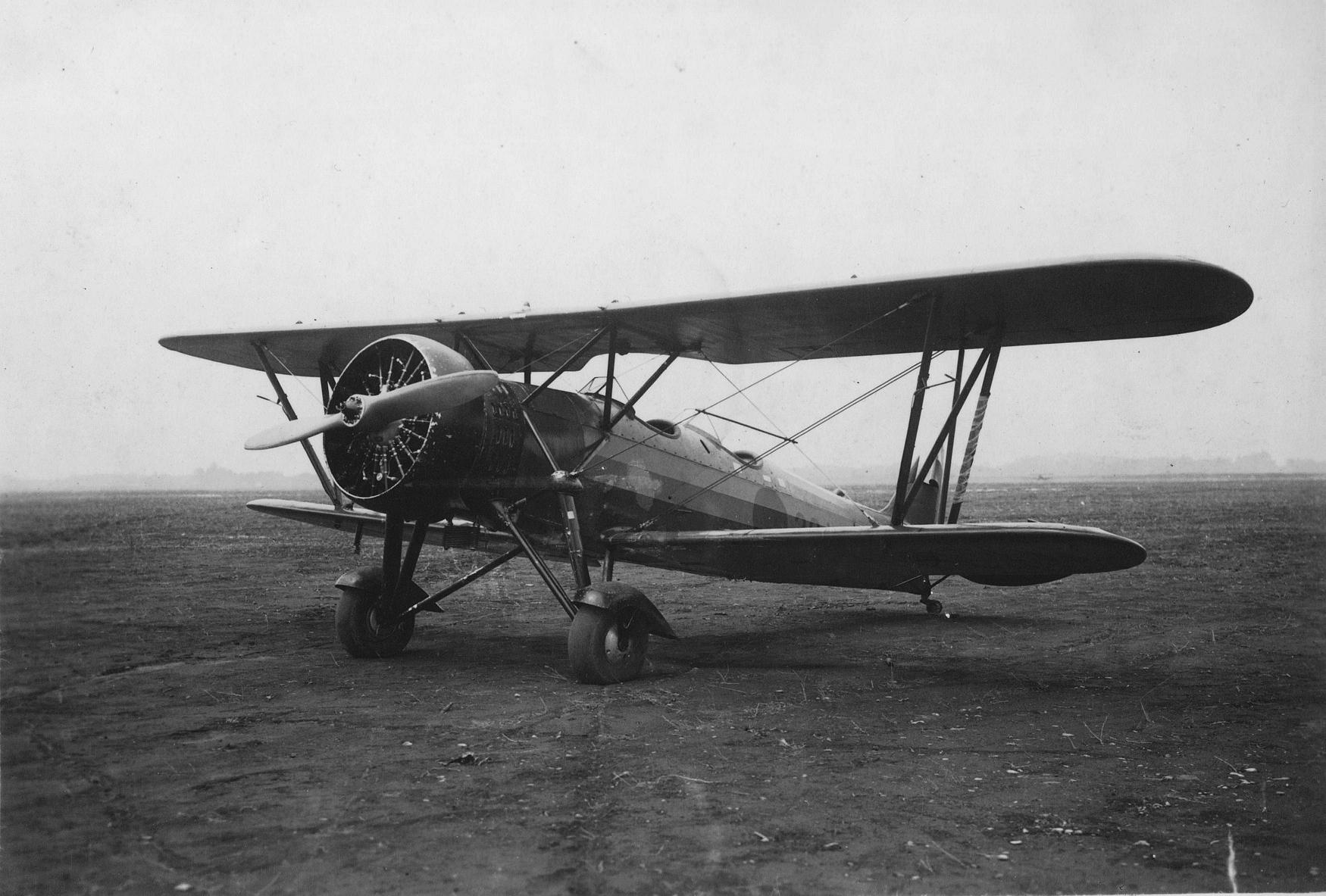
Навчальний «95-1»
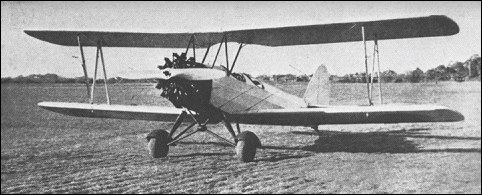
Навчальний «95-3»
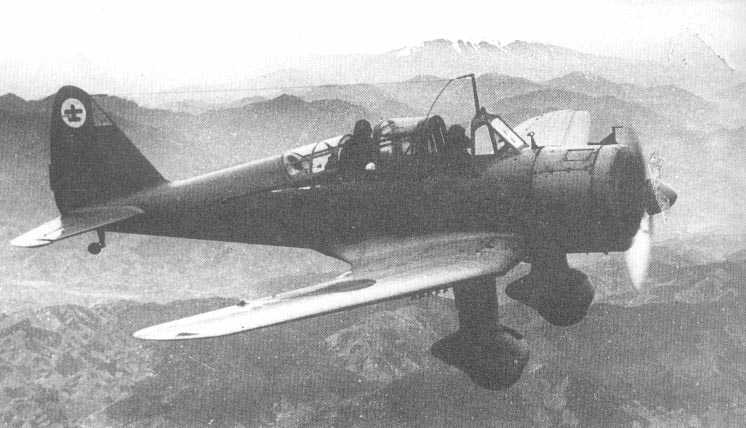
Навчальний «99»
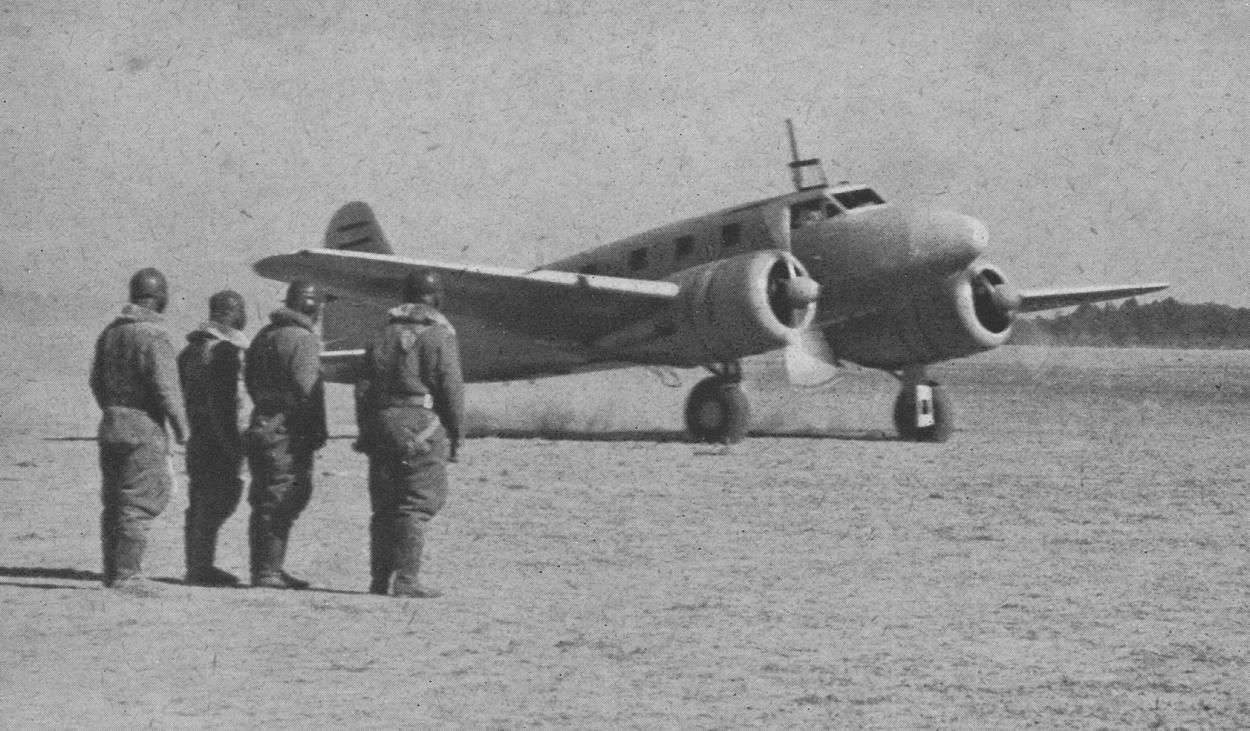
Навчальний «1-А»

- Навчальний біплан «95-1» («Ки. 9»)
- Навчальний біплан «95-3» («Ки. 17»)
- Навчальний моноплан«99» («Ки. 55»)
- Навчально-бойовий бомбардувальник «1-А» («Ки. 34»)

### Інші
- Kokusai Ki-76
- Kayaba Ka-1

### Авіаційний арсенал
Головному управлінню авіації Сухопутних військ Імператорської Японії підпорядковувалося конструкторське бюро авіазаводу №1 Сухопутних військ (в/ч «Тачикава»), де проводилися дослідження з розробки та модернізації літаків армійської авіації. На території авіазаводу був військовий аеродром і інфраструктура для льотних випробувань.

### ГідроавіатранспортиСухопутних військІмператорської Японії
Через існування у Збройних силах Японської імперії двох незалежних одна відносно другої військових інфраструктур Сухопутних військ і ВМС командування Сухопутних військ Імператорської Японії ухвалило рішення мати в розпорядженні сухопутних військ Японії власні десантні транспорти для забезпечення морських перевезень Сухопутних військ. Ці ескортні авіаносці вироблялися шляхом переробки наявних невеликих пасажирських або торгових суден. Такі допоміжні транспорти могли нести від 8 до 38 літаків і перевозити особовий склад і бронетехніку Сухопутних військ.
Гидроавіатранспортами Сухопутних військ вважалися судна: «Тайє», «Ун'є», «Тює», «Син'є», «Кайє», «Камкура», «Акіцу», «Нігіцу», «Кумано», «Ямасіро», «Тігуса», «Сімане» і «Отакісан». Транспорти ходили з цивільними командами під командуванням торгових капітанів, а сухопутні війська надавали частини суднової охорони і зенітні розрахунки ППО.